# Cosa (San Giorgio della Richinvelda)
Cosa (Cosa in friulano pronuncia Cosa) è una frazione del comune italiano di San Giorgio della Richinvelda, in Friuli-Venezia Giulia. Secondo i dati reperibili dal censimento ufficiale del comune di San Giorgio della Richinvelda e dal sito dell C.E.I., il paese conta 339 abitanti.

## Storia
Il vocabolo “Cosa” deriva forse dall’antichissima lingua indoeuropea “Kau” la quale significava il verbo e la caratteristica del “rumoreggiare” tipico anche di un corso d’acqua e da cui comparvero poi “Causa” o “Cosa” e quindi “scroscio”. La villa con il suo castello prendono il nome dal torrente che scorre e lambisce il confine nord, nord-est della attuale Richinvelda e che confluisce poi nel Tagliamento. Ciò lo apprendiamo da un documento risalente all’anno 1164. La già incontrata dizione medioevale Plebs de Chosa o Plebs de St. Georgii per la quale la villa “Chosa” poteva esser stata l’antichissimo “centro civile” della Pieve della Richinvelda, ossia che l’imponente castello, che fa da porta d’ingresso del paese per chi proviene dalla strada principale che attraversa il territorio, fosse la sede della giurisdizione civile della pieve medesima mentre la villa San Giorgio deteneva la giurisdizione ecclesiastica. L’ipotesi può trovare la sua conferma nel duplice utilizzo del termine plebs per indicare sia una istituzione civile che religiosa. Nel 1811, nella suddivisione amministrativa napoleonica, rientra nel comune di San Giorgio della Richinvelda che nel 1866 entra a far parte del Regno d'Italia di Vittorio Emanuele II.

## Monumenti e luoghi d’interesse
- Palazzo Attimis-Maniago. Comunemente conosciuto come il “Castello di Cosa”. La sua struttura risale al XVII secolo e sembra fosse costruita su di una di epoca precedente appartenente ai signori di Spilimbergo. Il palazzo consta di un ampio parco cinto da mura merlate costruito sulle mura di un antico castello andato oramai perduto. L’edificio è composto da un lungo corpo principale secentesco e una delle basse torri del secolo successivo. Il palazzo subì incendi e distruzioni durante la Grande Guerra e venne utilizzato come granaio e deposito di derrate. La facciata è compresa tra due strutture aggettanti e mostra nella sua parte centrale sei lesene sostenute dal cornicione e sovrastate da un timpano. Al piano superiore si accede attraverso una doppia scala che dà su un ampio salone il quale a sua volta si apre su altre sale. Gli interni sono stati restaurati, dopo le devastazioni subite, dall’artista friulano Mario Ribassi. La struttura è tuttora utilizzata dall’azienda viti-vinicola Furlan. Il castello di Cosa appartenne dapprima agli Spilimbergo e solo in seguito passò agli Attimis-Maniago, probabilmente a seguito di un matrimonio tra le due casate. Gli Spilimbergo utilizzavano il castello come granaio e come luogo di conservazione delle merci e di svolgimento di conti e di affari. Nel 1862 ci fu l’adozione del conte Pietro Antonio Attimis da parte del conte Nicolò Giacomo di Maniago. Alla morte di quest’ultimo avvenuta nel 1865, il ramo Maniago si estinse e continuò come “Attimis-Maniago”. Gli Attimis, del ramo adottato dai Maniago, provengono da una diramazione degli Attimis o Attems del Tridente, potente e ricca famiglia che ebbe vasti possedimenti in Friuli e in Austria.

- Chiesa parrocchiale di S. Tommaso. L’edificio religioso è stato costruito tra il 1846 e il 1870. Le vecchie fondamenta risalgono al 1281 come è riportato in un documento vescovile. Il progetto è stato realizzato dal capo mastro Giacomo Basso. La parrocchiale presenta nella sua facciata anteriore in stile neoclassico composta da quattro lesene sorreggenti un timpano costituito da un occhio centrale. Un timpano più piccolo è posto sopra la porta centrale. Tra le due lesene, ai lati della porta, vi sono due lapidi con su scritti i nomi dei caduti nella Grande Guerra 1915-18. La chiesa è composta al suo interno da una sola navata. Sul presbiterio, alzato di un solo gradino, è collocato l’altare maggiore in marmo policromo del Seicento, opera degli scultori veneti Bettamelli, con ai lati le statue lignee di S. Pietro e S. Paolo apostoli risalenti alla prima metà del Novecento. Nella navata è presente anche un altare laterale in marmo policromo con sopra collocata la Circoncisione di Gesù, pala realizzata da Giovanni Maria Bittini a Venezia nel 1703. Dello stesso secolo sono l’acquasantiera e il fonte battesimale. Opere più redenti e degne di nota sono i dipinti ad olio del Cristo Risorto, dietro l’altare maggiore, e il Giudizio Universale, posto sul soffitto, entrambe dell’artista Lino Lenarduzzi e realizzate nel 1990. Il 1º marzo 1987 la parrocchia di San Tommaso di Cosa si unì a quella di San Leonardo di Provesano.
- Oratorio di Sant’Antonio. Composto da un’aula rettangolare, da un’abside poligonale e da un campaniletto a vela, esso presenta una nicchia sopra la porta d’ingresso con l’immagine del santo. Si trova sulla via Sant’Antonio accanto all’inizio di via del Palazzo. Al suo interno si trovano tre statue in marmo bianco, databili al Seicento, rappresentanti Sant’Antonio da Padova predicatore francescano, San Luigi Gonzaga gesuita, San Giovanni Nepomuceno sacerdote e martire.
- Madonna con Bambino. Edicola dedicata alla Madonna situata all’angolo tra via Sant’Antonio e via Zanella. Aula rettangolare con sopra una grande croce, con all’interno un altare adornato da una statua lignea della Madonna con Bambino del XVI secolo trafugata nel 1986.

- Cortile dei Sette Comuni. Chiamato il “Curtìf dei Sette Comuni” si trova in via Europa unita ed è uno dei più antichi di Cosa. La denominazione di sette comuni è tuttora di origine incerta. La spiegazione più plausibile è che sette furono le famiglie le cui case si affacciavano sul cortile e, forse, esse provenivano da sette località diverse. Per la sua importanza storica e per la posizione geografica, situata al centro del paese, il cortile è il simbolo di Cosa e il suo portone di ingresso è diventato il logo dell’associazione Circolo Culturale e Ricreativo di Cosa.

- Il vecchio Mulino (oggi dismesso). Collocato tra via S. Odorico e via Borgo Basso era un tempo in funzione il Mulino di Sandri di Moru “mulino da grano con pista da orzo con tre ruote”: una ruota di pietra che girava con l'acqua della roggia e due grandi macine, una per la biava e una per il frumento. Dal Trecento in poi il vecchio molino di Cosa fu di proprietà dei signori di Spilimbergo. Nel 1345 la proprietà risultava essere di Enrico di Spilimbergo e mugnaio era un certo Comone. Un documento del 1809 attesta la proprietà dello stesso al conte Giulio di Spilimbergo che deteneva oltre a Cosa anche i molini di Domanins e Gradisca. Nel medesimo anno i mugnai erano gli eredi di Giobatta Marcon. Nel 1851 la proprietà passava a Faustina Savorgnan vedova di Giulio di Spilimbergo. Nel 1856 fu acquistato da Giobatta Concina, quindi al figlio Giuseppe nel 1912 e nel 1914 fu affittato ai conti Attimis-Maniago. La vedova Concina nel 1924 vendette definitivamente il mulino ai conti Attimis e l’attività cessò nel 1937.

## Geografia antropica
Cosa è collocata nella parte nord-est del territorio di San Giorgio della Richinvelda, attraversata dall’omonimo torrente che nasce dal Monte Taiet nel comune di Clauzetto e sfocia nel fiume Tagliamento che ne delimita la sua parte orientale. I borghi e le località che costituiscono questa frazione sono: 
- Castello,
- via Sant’Antonio (arteria principale),
- piazza San Tommaso con la parrocchiale (il centro),
- Borgo Alto (via Europa unita),
- Borgo Basso,
- Prât dal paròn,
- Strada Comunale detta Militare da via Sant’Antonio a via Europa unita,
- Strada Consorziale di Gradisca Proseguendo per via S. Leonardo verso Provesano (secondo alcuni vecchio tratto della Strada Valvasona),
- Strada Consorziale delle Lozze è la via verso il camposanto che ci porta nelle boscaglie della grava vicino al guado del Cosa e alla sua foce nel Tagliamento.[3]

## Eventi e feste popolari
•	La più antica festa del villaggio di Cosa è quella di S. Thomae de Cosa che si teneva la domenica successiva al mercato di S. Sabata, citata e risalente al Basso Medioevo attorno al Duecento. In quel giorno si svolgeva la festa e il mercato con esposizione, acquisto e scambio di prodotti e conclusione di affari. 
•	Dopo la festa “patronale” vi era fino a qualche decennio fa la Festa della Madonna Addolorata che cadeva il 15 settembre e aveva luogo sempre la domenica successiva. I coscritti portavano sulle spalle per le vie del paese la portantina della Vergine. La statua della Madre che si comprime il cuore con la mano sinistra è seduta sul trono sovrastato dalla corona e con due putti ai lati. Il corteo percorreva via Sant’Antonio, via Europa unita e via S. Odorico.
•	La Festa della Madonna Pellegrina che si tenne per la prima volta nella primavera del 1951. La statua rappresentava la Madre che tiene in braccio il Bambino e cinta da una corona di dodici stelle. La portantina veniva portata da quattro giovanotti. Il corteo era preceduto dal sacerdote, dai chierichetti e dal crocifisso. Dietro l’effigie seguivano gli uomini, poi i fanciulli della Prima Comunione, le fanciulle della stessa età vestite di bianco e adornate con una ghirlanda a merletto sulla testa. Alla fine del corteo c’erano le donne con i bambini. Dal fondo del corteo si levavano le preghiere e i canti delle donne di devozione alla Vergine e di invocazione di protezione e grazie: “Mira il tuo popolo o bella Signora / che pien di giubilo oggi ti onora”. Il culto e il rituale nacquero in un periodo di grande difficoltà per le popolazioni all’indomani della guerra.
•	La Festa dell’Uva (in friulano: “Fiesta da l’Ua”) era una tradizione giovanile e scherzosa. Si teneva dopo le vendemmie e i ragazzi che avevano partecipato alla raccolta dell’uva allestivano carri con tralci di vite portando feste per le vie del paese e qualcuno di loro si travestiva anche da Bacco.
•	L'Inaugurazione della Bandiera della scuola. Manifestazione nata negli anni venti che sanciva l’inizio dell’anno scolastico e si svolgeva alla presenza degli alunni delle autorità civili. Il tricolore veniva rivestito con un telo e poi scoperto al momento della benedizione.
•	Torneo di calcio notturno. Il torneo notturno di calcio a 9 è nato per iniziativa del Circolo Culturale e Ricreativo di Cosa e si svolge ogni estate dal 1973. Ha visto partecipare, nella sua tradizione, squadre locali formate da giocatori dei paesi delle frazioni del comune e anche limitrofe.

## Lingue e dialetti
A Cosa, accanto alla lingua italiana, la popolazione utilizza il friulano occidentale, una variante della lingua friulana. Nel territorio comunale di San Giorgio della Richinvelda vige la Legge regionale 18 dicembre 2007, n. 29 "Norme per la tutela, valorizzazione e promozione della lingua friulana".